# Targítaos
Targítaos (en grec antic: Ταργίταος Targítaos) va ser, segons la mitologia grega, el primer escita nascut a Escítia, i el seu primer rei.
Heròdot, seguint una tradició d'origen escita, explica que en un país buit i desèrtic hi va aparèixer aquest Targítaos, que hauria nascut de la unió de Zeus amb una filla del riu Borístenes (el Dniéper). Va tenir tres fills que van regnar després d'ell, Lipòxais, Harpòxais i Colàxais que van ser els progenitors de les diferents tribus escites i van regnar conjuntament fins que van caure del cel quatre objectes d'or: una arada, un jou, una copa i una sàgaris (destral de guerra).
Algunes investigacions identifiquen Targítaos amb Targī̆tavah, que seria la forma escita del seu nom, i hauria nascut de la unió de Papeu (el pare Cel) i Api (la mare Terra i Aigua). Targī̆tavah estava molt relacionat amb Papeu o potser es va confondre amb ell en la mitologia escita. En algunes versions del mite genealògic escita, s'atribueix l'ascendència dels escites a Targī̆tavah o directament a Papeu. Targī̆tavah va engendrar els avantpassats dels escites amb la Deessa de cames de serp.